# Lorenzo de Villavicencio y Villavicencio
Lorenzo de Villavicencio y Villavicencio, II marqués de Valhermoso de Pozuela (Madrid, 1665-Jerez de la Frontera, 21 de enero de 1741) fue un noble y militar español, 
Fue comandante general de Canarias entre 1723 y 1735.

## Familia y primeros años
Fue hijo del I marqués de Valhermoso de Pozuela Lorenzo de Villavicencio y Benítez y de su esposa Catalina de Villavicencio y Zacarías. Menino de la reina Mariana de Austria, veinticuatro de Jerez, cuatralbo de las galeras de Nápoles y teniente general de los Reales Ejércitos,

## Comandante general de Canarias
En 1722 Felipe V le nombró comandante general de Canarias (a diferencia de sus antecesores, que ocuparon el cargo con el título de capitán general), puesto que llevaba aparejada la presidencia de la Real Audiencia insular. Su gobierno en las islas, uno de los de más larga duración, estuvo marcado por abundantes pleitos con las autoridades locales. 
Trasladó la sede de la comandancia desde San Cristóbal de la Laguna al castillo de San Cristóbal, en el puerto de Santa Cruz de Tenerife, centralizando en este todo el comercio de las islas. Reclamó al Cabildo de Tenerife el dinero necesario para aumentar y completar las fortificaciones del puerto, y ante la imposibilidad del Cabildo de satisfacer las demandas del general, este embargó las rentas de los agricultores y revendió el grano confiscado a bajo precio hasta llevar a la ciudad a presentar concurso de acreedores. 
| Era lástima que un caballero como el marqués, dotado de tanto entendimiento, tesón, grandeza de alma y magnificencia de tratos (...) hubiese errado el camino seguro de dexar un nombre de bendición en aquella tierra. |

A pesar de que las quejas dadas contra su gestión motivaron que la corte de Madrid le reconviniera, Villavicencio continuó llevando a cabo sus arbitrariedades: aumentó los impuestos al comercio portuario, desterró y apresó a destacados personajes de la vida pública canaria, subastó entre sus soldados el reparto del correo y consintió la libre circulación de moneda falsa, entre otros abusos de poder.
Los numerosos informes desfavorables dados acerca de su gobierno motivaron que en 1732 Felipe V ordenara la formación de una Real junta de los negocios de Canarias para estudiar las quejas contra su persona. En 1735 Villavicencio, relevado del cargo, regresó a Jerez, donde murió en 1741 a los 76 años de edad. 
| Predecesor: Lorenzo de Villavicencio y Benítez | Marqués de Valhermoso de Pozuela           | Sucesor: Lorenzo Antonio Fernández de Villavicencio y Spínola |
| Predecesor: Juan Fernández de Cáceres          | Asistente de Sevilla 1718                  | Sucesor: Manuel de Torres                                     |
| Predecesor: Juan de Mur Aguirre y Argaiz       | Comandante general de Canarias 1723 - 1735 | Sucesor: Francisco José de Emparan                            |